# Фенестрарія
Фенестрарія (Fenestraria) — монотипний рід квіткових рослин родини аїзові (Aizoaceae). У роді описано один вид — Fenestraria rhopalophylla.

## Поширення
Вид є ендеміком Південної Африки. Зустрічається у південній частині пустелі Наміб на території Намібії та ПАР. Населяє узбережні ділянки пустелі між містами Порт-Ноллот і Александр-Бей.

## Характеристика
Назва рослини походить із латинського слова fenestris, що означає ряд вікон. Назва вказує на цікаву особливість фенестрарії. Листя цих рослин у природі зазвичай майже повністю занурене в ґрунт, який оберігає їх від надмірного нагрівання. Аби не постраждав зелений хлорофіл, який вловлює сонячне проміння, він захований далеко вглиб листка. А зверху над ним усе заповнено водянистою тканиною. Через неї світло фільтрується. Стає не таким яскравим. Якщо дивитися згори, лист видається не зеленим, а прозорим, безбарвним.

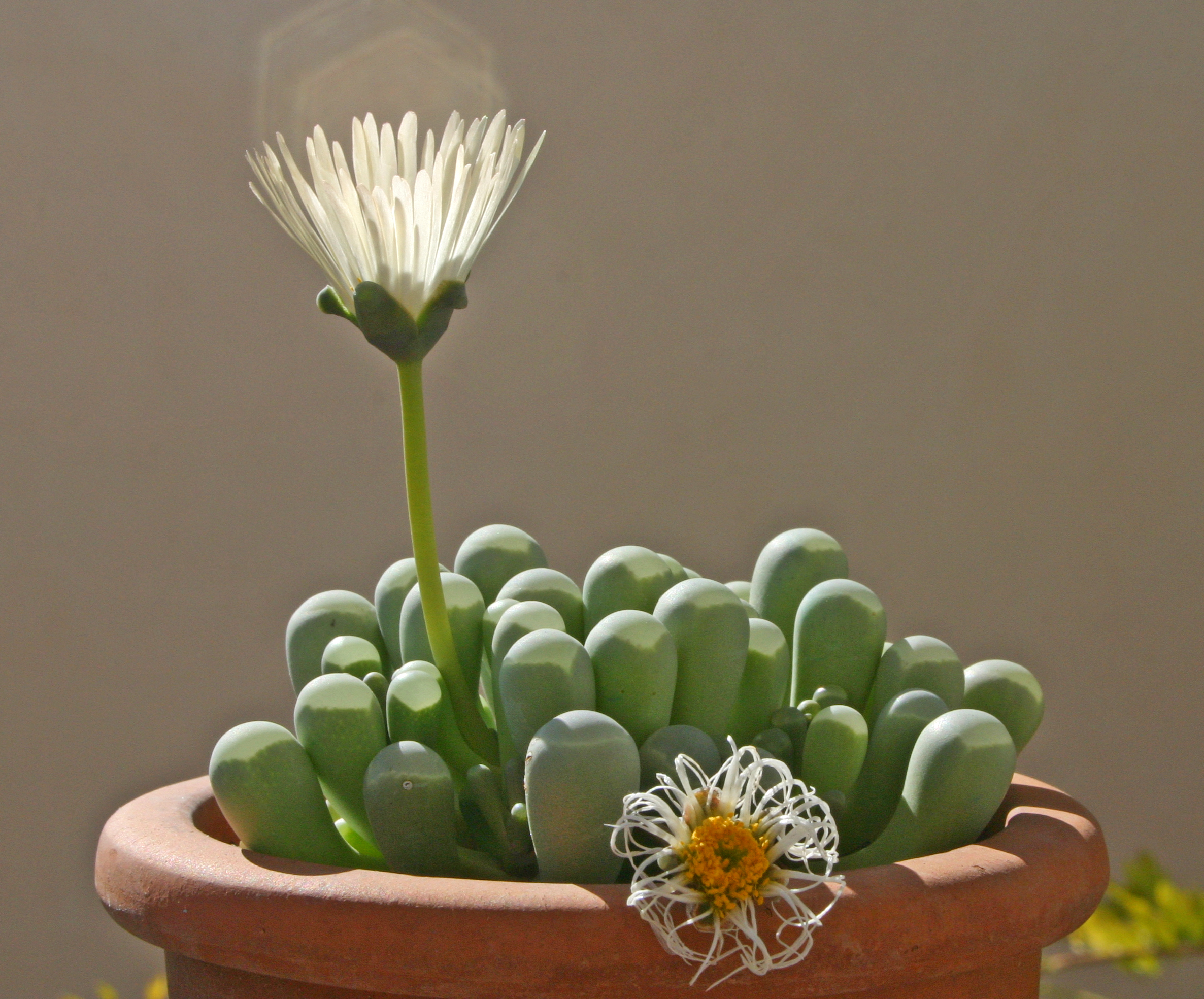
Квітка фенестрарії

Листя фенестрарії має короткий черешок. Нові листки виникають в основі старих і поступово витягуються догори, світло-зелені, забарвлення «віконець» темніша.
Цвіте взимку — на початку весни. Квітки можуть бути поодинокими або з'являються невеликою групою, до 3 квіток на одній рослині, на довгій квітконіжці, несуть численні тонкі пелюстки. У підвиду rhopallophylla квіти — білі і в діаметрі до 5 см. У підвиду aurantiaca — жовті, до 7 см в діаметрі. У період цвітіння квітка пробивається між двома листами. Його бутон схожий на язик поросяти, висунутий із рила, тому фенестрарію звуть у народі свинячим рилом. Витягнуте циліндричне колбоподібне листя, зазвичай потовщене у горішній частині. Апікальна поверхня часто потовщена. Звернена до сонця поверхня листя має форму трикутників з опуклими сторонами. Внутрішня частина апікальної поверхні листя часто забарвлена інакше, ніж зовнішній край.
У насіннєвих коробочок конструкція складніша, ніж у будь-яких інших рослин. Складається із численних кишеньок. Кожна зі своєю кришечкою. Кришки чутливі до дощів і вогкості. Коли насіння дозріле, перший же дощ надає рух прихованому механізмові і кришечки відкриваються. Вітер і дощ вихлюпують насіння. Частина насіння залишається на випадок, якщо перша партія загине. Після дощу кришечки закриваються знову. Зберігається насіння до 10 років.

## Підвиди
Описано два підвиди, які інколи підносять до рангу видів:
- F. rhopalophylla subsp. rhopalophylla — квітка біла із жовтою серцевиною
- F. rhopalophylla subsp. aurantiaca — повністю жовта квітка